# Spade Cooley

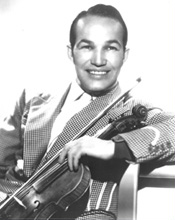
Spade Cooley (1944)

Spade Cooley (* 17. Dezember 1910 als Donnell Clyde Cooley in Grand, Oklahoma; † 23. November 1969 in Vacaville, Kalifornien) war ein US-amerikanischer Country-Musiker, Bandleader und Schauspieler.

## Anfänge
Obwohl Cooley aus einer armen Familie stammte, erhielt er eine Ausbildung in klassischer Musik. Schon in jungen Jahren verdiente er mit Auftritten bei Tanzveranstaltungen Geld. 1930 zog Spade (der Spitzname entstand bei einer Pokerpartie) nach Los Angeles, um in der dortigen Musik-Szene sein Glück zu versuchen.
Er fand zunächst als Kleindarsteller in der aufstrebenden Filmindustrie Kaliforniens Beschäftigung. 1934 wurde er vom Republic Studio als Roy Rogers’ Double engagiert. Roy Rogers setzte ihn bald auch als Fiddler in seiner Begleitband ein. Anfang der 1940er Jahre wechselte er in die Band des Singing Cowboys Jimmy Wakely. Dieser zog sich bald darauf aus dem Geschäft zurück und überließ ihm seine Musiker.

## Karriere
Cooley engagierte zunächst weitere Musiker, darunter den Sänger Tex Williams. Das Hauptquartier der zu einem Orchester angewachsenen Band war der Venice Pier Ballroom im Umland von Los Angeles. Man spielte einen tanzbaren Western Swing und zog allabendlich zahlreiche Besucher an. Der Durchbruch gelang 1945, als mit Shame On You Platz eins der Country-Charts erreicht wurde. Der Song hielt sich neun Wochen an der Spitze der Hitparade. Im gleichen Jahr gelangen ihm mit A Pair Of Broken Hearts und I've Taken All I'm Gonna Take From You zwei weitere Top-10-Hits. 1946 folgten die Top-10-Hits Detour und You Can't Break My Heart und 1947 als letzte Platzierung in den Charts Crazy 'Cause I Love You, das Platz 4 der Country-Charts erreichte.
1946 warf er nach einem Streit Tex Williams raus, und mehrere Mitglieder folgten. Cooley stellte unbeeindruckt neue Musiker ein. Mittlerweile waren Spade Cooley And His Orchestra zur zahlenmäßig größten Formation in der Geschichte der Country-Musik herangewachsen. Mit ihrem eingängigen Sound machten sie sogar Bob Wills die Vormachtstellung streitig. Der protzige und laute Cooley bezeichnete sich selbst als King of Western Swing.
Auch im Filmgeschäft ging es aufwärts. Der ehemalige Statist erhielt jetzt, dank seiner höheren Bekanntheit, anspruchsvollere Rollen. 1947 bekam er eine eigene Fernsehshow – The Hoffmann Hayride –, die schnell in Kalifornien populär wurde. Die Band verlagerte ihr Hauptquartier in den Santa Monica Ballroom, wo sie weiterhin eine erstrangige Publikums-Attraktion war.
1949 und 1950 entstanden drei B-Western mit äußerst geringem Budget, in denen Cooley die Heldenrolle innehatte.

## Niedergang
Anfang der 1950er Jahre ließ das Interesse am Western Swing nach, und Cooley musste Rückschläge hinnehmen. Der Choleriker zerstritt sich wiederholt mit seinen Musikern. Alkohol- und Drogenmissbrauch belasteten seine Arbeit. Kurz hintereinander hatte er zwei Herzinfarkte. Nach einer gescheiterten Investition drohte der finanzielle Ruin.
1961 folterte Cooley seine zweite Ehefrau Ella Mae Evans in einem Eifersuchtsdrama in Gegenwart ihrer gemeinsamen Tochter und trat sie zu Tode. Für die Tat wurde er zu lebenslanger Haft verurteilt und kam ins Gefängnis. Im Gefängnis war er Mentor von Glen Sherley, der nach dessen Entlassung ein erfolgreicher Countrymusiker wurde. 1969 wurde Cooley für ein Benefizkonzert vor Polizisten kurzfristig beurlaubt; dort erlag er hinter der Bühne einem Herzinfarkt.

## Diskografie
- 1955 – Dance-O-Rama
- 1960 – Fiddoolin'